# Poul F. Joensen
Poul Frederik Joensen (Sumba, 18 de novembre de 1898 - Froðba, 27 de juny de 1970) va ser un poeta i escriptor feroès.
És conegut sobretot pels seus poemes, tant els satírics com els seus poemes d’amor. Va treballar com a professor d'escola durant alguns anys, però la major part de la seva vida va treballar com a ramader d'ovelles i com a jornaler.
L'obra de Poul F. inclou poemes traduïts de Heinrich Heine i Robert Burns. El seu primer recull de poemes Gaman og álvara (Novetat i severitat) es va publicar el 1924; va ser el segon recull de poesia d’un poeta feroès publicat a les Illes Fèroe. Va ser publicat a Felagið Varðin per Richard Long. El primer recull de poemes en llengua feroesa es va publicar el 1914, aquests poemes van ser escrits per Janus Djurhuus, el títol era Yrkingar que significa "poemes". Va ser guardonat amb el Premi de Literatura Feroesa el 1963.

## Biografia
Poul F. Joensen era fill de Daniel Jacob Joensen i d'Anna Sofia, nascuda Langaard, tots dos procedents del poble de Sumba. Més tard el seu pare es va casar amb Julia Mortensen de Froðba.
Quan Poul F. tenia 14 anys, va intentar convertir-se en mariner, igual que molts dels seus amics. Va ser pescador durant un any. Volia continuar amb la vida al mar i tenia plans d’anar a pescar a bord del pesquer Robert Miller, però els seus pares no li ho van permetre. En lloc d'això, el van enviar a Tórshavn, per estudiar per ser professor a les escoles públiques. La decisió dels seus pares va resultar que ser premonitòria ja que el Robert Miller no va tornar mai d'aquell viatge; el vaixell es va enfonsar i tots els homes que anaven a bord van perdre la vida. Poul F. Joensen es va graduar com a mestre d'escola el 1917. Va ensenyar entre 1919-1927 a Froðba i de nou de 1947-49 a Lopra; els dos pobles es troben a Suðuroy. Després de vuit anys fent de professor, va decidir deixar d’ensenyar i viure com a escriptor, ramader d’ovelles i treballant en diverses feines.

## Obra
- Gaman og álvara; poemes (1924)
- Millum heims og heljar; poemes (1942)
- Lívsins kvæði; poemes (1955)
- Seggjasøgur úr Sumba I; històries folklorístiques (1963)
- Ramar risti hann rúnirnar; poemes (1967)
- Heilsan Pól F., recull dels quatre reculls de poemes de Poul F. Joensen, 556 pàgines. Recollit i editat per Jonhard Mikkelsen, publicat per Sprotin (una editorial feroesa) el 2012. El llibre inclou la part d'un diàleg gravat entre Poul F. Joensen i Tórður Jóansson, realitzat el 70è aniversari de Poul F. el 1968. La conversa és una autobiografia.

## Poemes musicats de Poul F.

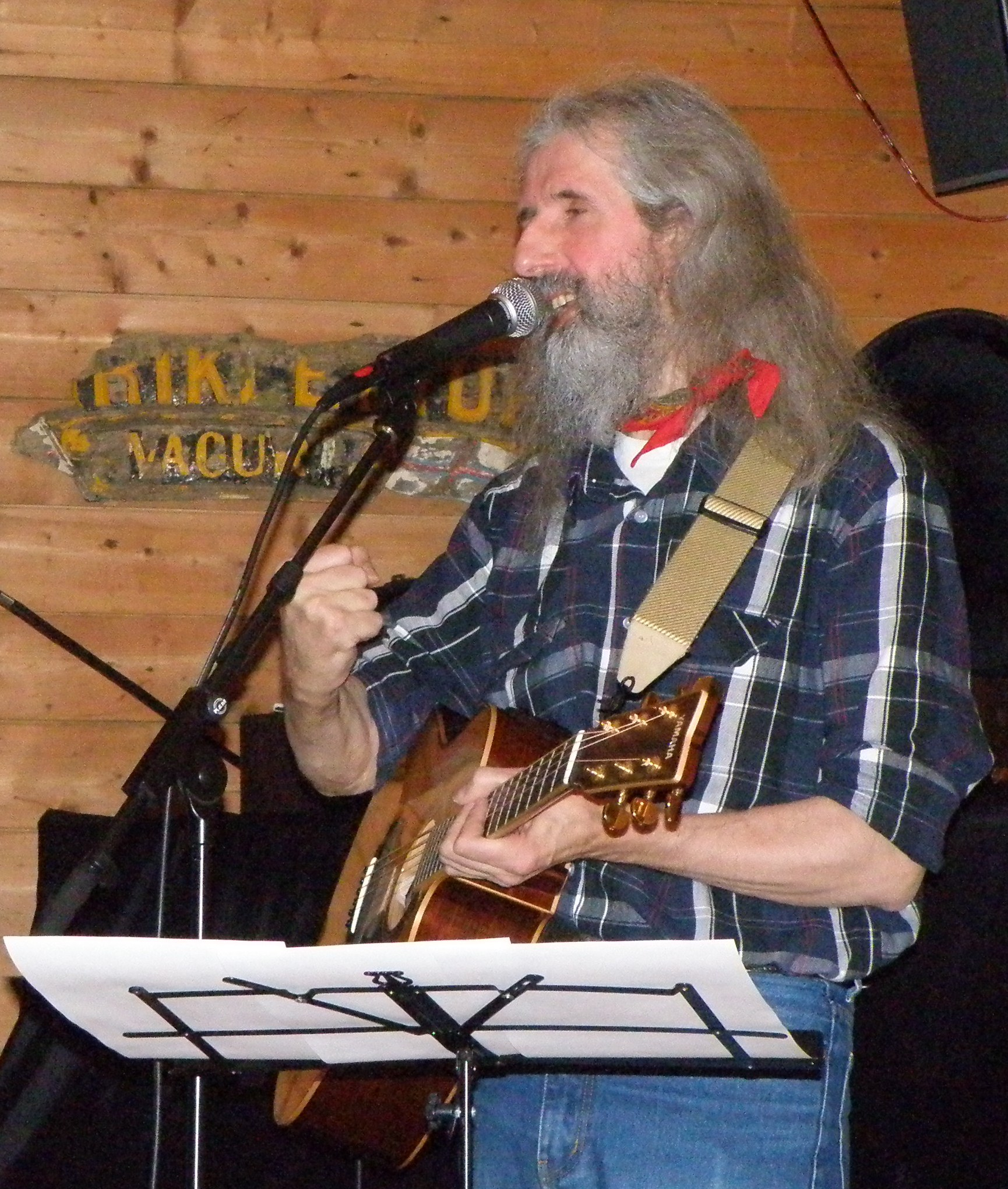
Hanus G Johansen, qui ha posat música a nombrosos poemes de Poul F. Joensen.

El cantant i compositor feroès Hanus G. Johansen ha publicat dos discos amb poemes de Poul F. Joensen. El primer àlbum, Gaman og álvara, es va publicar el 1988, el segon el 2012. Gaman og álvara es va publicar per primera vegada com a LP de vinil i casset, però alguns anys més tard el 2008 es va publicar en CD.
- Gaman og álvara - Hanus syngur Poul F. (Àlbum publicat el 1988 per Hanus G. Johansen, que va compondre melodies per a 14 poemes de Poul F. Joensen)

- Hypnosan, 1990. Casset amb cançons de diversos poemes, almenys un dels poemes es de Poul F. Joensen: Kvæðið um Hargabrøður.[6] Va ser la cançó de l'equip de futbol de Sumba, que va ascendir a la divisió d'honor aquell any per primera vegada. Georg eystan Á va arreglar les cançons. Hargabrøður significa "Els germans de Hørg", Hørg és el nom del lloc poble Sumba, on va créixer Poul F. El poema explica històries sobre com n'eren de forts i atrevits (9 versos).

- Hørpuspælarin - (llançat el 19 de novembre de 2010)[cal citació]- Poemes de Poul F. Joensen i traduïts per Poul F., compost i cantat per Hanus G. Johansen.

- Á fold eru túsund gudar - Poemes de Poul F. Joensen, compost i cantat per Hanus G. Johansen. Estrenat el 18 de novembre de 2012, l’aniversari de Poul F.

## Premis
- 1963 - Premi de Literatura Feroesa

## Pedra commemorativa

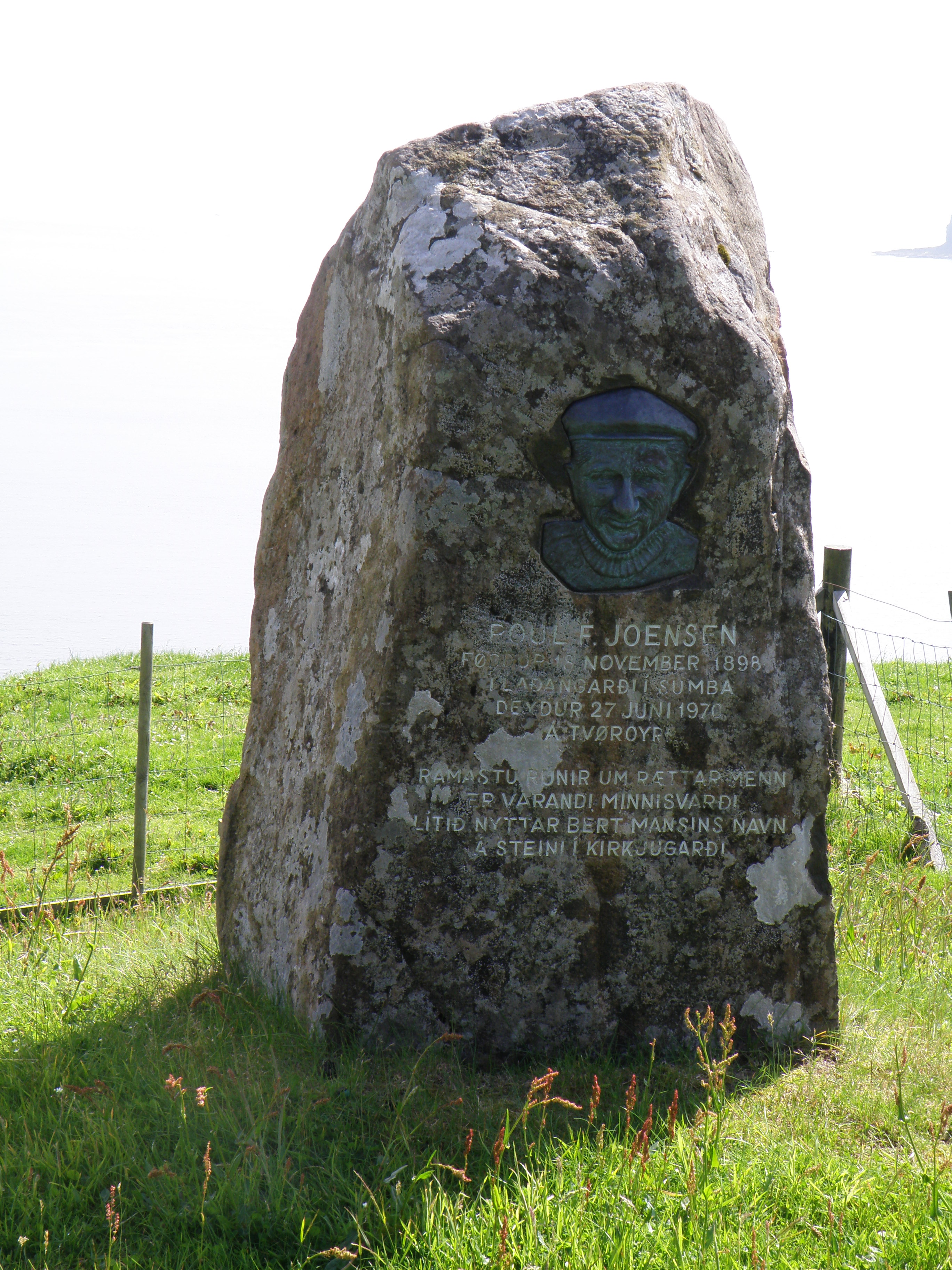
Monument a Poul F. a Froðba.

El 17 de juny de 2007 l'associació Lions Club Suðuroy va erigir una pedra commemorativa a Froðba, prop de casa seva. La pedra es va extreure d'un turó a Sumba, el poble on va néixer i va créixer. A la pedra s'hi va col·locar un retrat de Poul F. Joensen en metall fet per Nordisk Metalkunst de Kalsing a Dinamarca. Árni Ziska va fer el text i va col·locar la placa al seu lloc. Trúgvi Gudmundarson va fer la base de pedra que suporta la pedra commemorativa.